# Ospedale di San Luca
L'ospedale maggiore di Brescia, altresì nominato ospedale di San Luca o ospedale grande; è stato un antico ospedale della città di Brescia. Situato nell'edificio noto come Crociera di San Luca, viene fondato nel 1447, diventando così uno degli ospedali più antichi d'Italia. Trasferito nel 1884, la Crociera ha conosciuto diverse destinazioni d'uso, fino al progetto di recupero come galleria d'arte contemporanea il cui concorso si è tenuto alla fine del Novecento.

## Storia
La costruzione di un grande ospedale che unificasse in una sola struttura tutte le funzioni fino a quel momento svolte da numerose, piccole istituzioni sparse in città viene avviata nel 1447 e portata a termine nel 1452. Il progetto prevedeva la realizzazione di una struttura a pianta cruciforme, da cui la tradizionale denominazione di "Crociera di San Luca", sebbene il braccio ovest non sia mai stato realizzato. L'ospedale di San Luca rappresenta uno dei più antichi ospedali d'Italia, preso a modello da analoghe strutture coeve come la Ca' Granda a Milano, eretta dal 1456 in poi con forma di croce perfetta inscritta entro un quadrato.
La costruzione dell'ospedale ingloba alcune case degli Umiliati di Gambara e di quelli del monastero di San Luca di Quinzano d'Oglio. La permanenza secolare dell'ospedale in questo edificio dura fino al 1884, quando viene trasferito presso l'ex convento di san Domenico, demolito nel secondo dopoguerra.
Trasferito l'ospedale, la Crociera di San Luca conosce diverse destinazioni d'uso: biblioteca popolare circolante, palestra della società sportiva Forza e Costanza, sede della Esposizione Operaia e dell'Istituto sociale di istruzione, finché nel 1937 il comune decide di trasformarla in sala cinematografica.

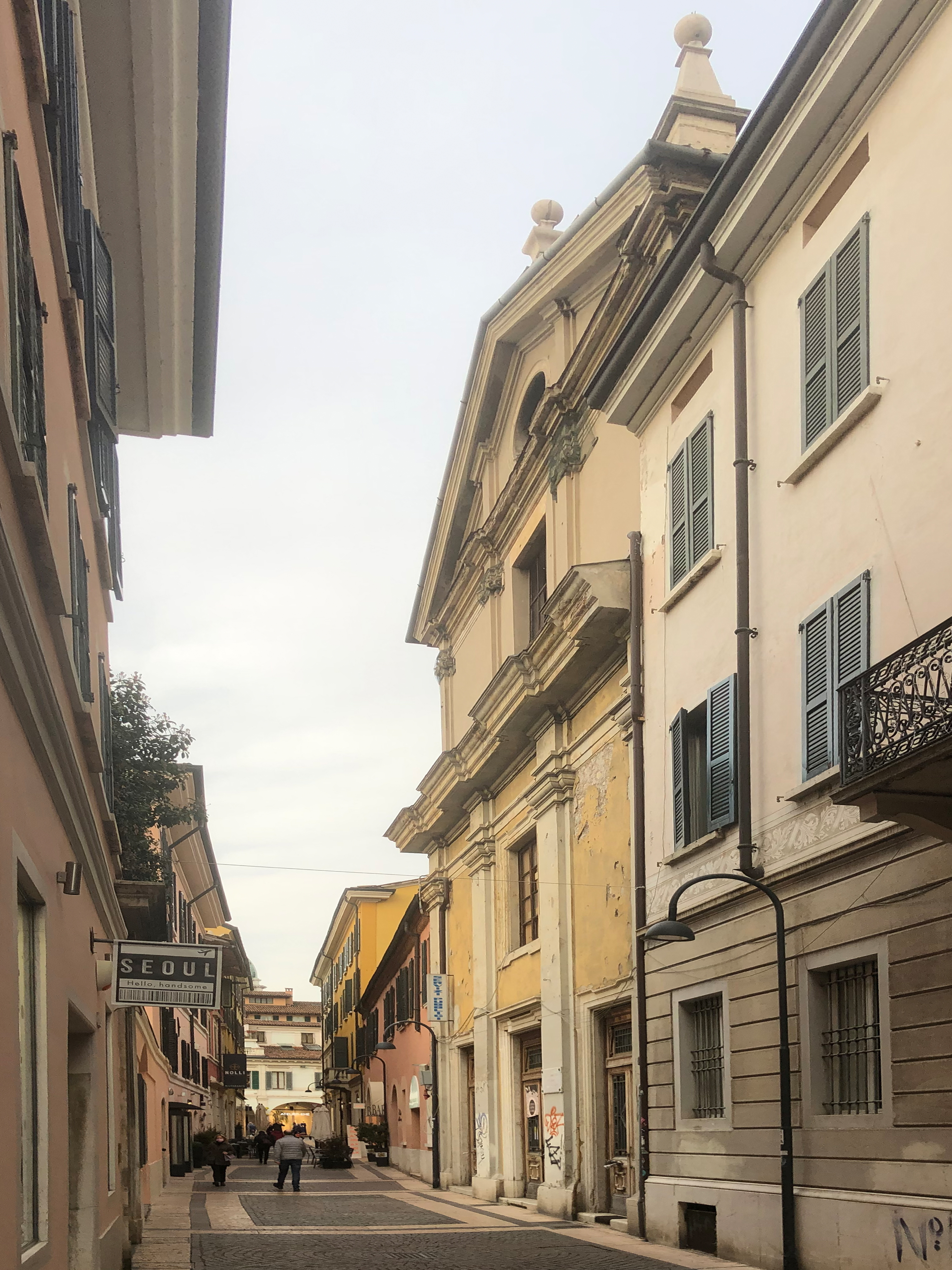
Crociera di San Luca sul lato di Via Felice Cavallotti.

Il prospetto su corso Giuseppe Zanardelli, già ricostruito dall'architetto Luigi Tombola nel 1889, viene ulteriormente modificato da Giacomo Mutti nel 1956, intervento reso necessario dopo che, nel 1954, un incendio aveva distrutto parte della facciata. Un ulteriore intervento viene eseguito nel 1960 con la costruzione del moderno edificio ancora visibile.
Alla fine del Novecento, l'amministrazione comunale cittadina ha bandito un concorso per la trasformazione della Crociera di san Luca in centro d'arte e cultura contemporanea. Il progetto risultato vincitore è opera degli architetti Giorgio Goffi e Mario Mento, in collaborazione con gli associati spagnoli Luis Moreno Mansilla ed Emilio Tunon.

## Descrizione
Il prospetto nord della crociera, come detto, ha perso totalmente l'aspetto originario dopo l'intervento del 1960. Originale, invece, è la facciata sud, su via Moretto, con lesene di ordine dorico e ordine ionico sovrapposte, finestrone centrale e frontone triangolare a coronamento, tipologia molto simile a una tradizionale facciata di edificio chiesastico.

### La chiesa di San Luca
Fondata nel Duecento, ha subito i primi rifacimenti nel Quattrocento quando è entrata a far parte della struttura dell'ospedale come cappella principale. Una ricostruzione più radicale è stata eseguita nel Settecento, mentre nell'Ottocento l'orientamento è stato invertito per l'apertura del nuovo ingresso su via San Martino della Battaglia.
Contiene discrete opere d'arte pittorica e scultorea. Nella chiesa sono sepolti il Beato Giuseppe Tovini e il pedagogista Vittorino Chizzolini.